# Franco Selvaggi
Franco Selvaggi (Pomarico, 1953. május 15. –) világbajnok olasz labdarúgó, csatár, edző.

## Pályafutása

### Klubcsapatban
A Pro Matera korosztályos csapatában kezdte a labdarúgást. Az 1972–73-as idényben a Termana felnőtt csapatában mutatkozott be. A következő idényben az AS Roma szerződtette, de kevés játéklehetőséget kapott és 1974 tavaszán visszatért a Termana együtteséhez. 1974 nyarán a Taranto csapatához igazolt, ahol öt idényen át szerepelt. 146 bajnoki mérkőzésen 22 gólt szerzett és a csapat meghatározó játékosa volt. 1979 és 1982 között Cagliari együttesét erősítette: 85 bajnoki mérkőzésen 28 gólt szerzett. 1982 és 1984 között a Torino játékosa volt, majd a következő három idényben egy-egy szezont szerepelt az  Udinese, az Internazionale és a Sambenedettese együtteseiben. 1987-ben vonult vissza az aktív labdarúgástól.

### A válogatottban
1980-ban kétszeres U21-es válogatott volt és két gólt ért el. 1981-ben három alkalommal szerepelt az olasz válogatottban.  1982-ben Spanyolországban világbajnok lett az olasz válogatottal, de mérkőzésen nem szerepelt.

### Edzőként
1992 és 2002 között edzőként tevékenykedett. 1992–93-ban a Catanzaro vezetőedzője volt. Rövid ideig a Taranto, a Matera, a Castel di Sangro és a Crotone szakmai munkáját irányította.

## Sikerei, díjai
Olaszország
- Világbajnokság
  - világbajnok: 1982, Spanyolország